# Mclusky Do Dallas
Mclusky Do Dallas — второй студийный альбом британской рок-группы Mclusky из Кардиффа (Уэльс). Он был выпущен 1 апреля 2002 года на лейбле Too Pure. С Mclusky Do Dallas вышло четыре сингла: «Lightsabre Cocksucking Blues», «Whoknowyou», «To Hell with Good Intentions» и «Alan Is a Cowboy Killer». Альбом был переиздан ограниченным тиражом с цветом белого мрамора и прозрачном оранжевом виниле в качестве эксклюзива в День музыкального магазина (Record Store Day) в 2012 году.
Название альбома — это отсылка к порнофильму 1978 года «Дебби покоряет Даллас» (Debbie Does Dallas).

## Отзывы
| Оценки критиков | Оценки критиков |
| Источник        | Оценка          |
| --------------- | --------------- |
| AllMusic        | [ 1 ]           |
| LAS Magazine    | 8.5/10          |
| NME             | 7/10            |
| NOW             | [ 4 ]           |
| Pitchfork       | 8.4/10          |
| Rock Hard       | 8.5/10          |
| Spin            | 8/10            |
| Stylus          | D               |
| Tiny Mix Tapes  | 4.5/5           |

Mclusky Do Dallas получил в целом положительные отзывы критиков.
Тим ДиГравина из AllMusic написал, что альбом «такой же динамичный, громоподобный и совершенный, как Relationship of Command, Come on Pilgrim и Nevermind […] Безумный вокал Энди Фалкоуса делает Блэка Фрэнсиса похожим на заурядного школьника», закончив рецензию словами «увлекательный, затягивающий альбом, который никогда не стареет, не воспринимает себя слишком серьезно и не надоедает, несмотря на свою абсолютно неистовую динамику». «В конце концов, то, что отличает Mclusky Do Dallas от всего того дерьма, которое выдают за панк или тяжелый рок, — это их чувство юмора и способность не принимать себя всерьез», — пишет Жан-Пьер из Tiny Mix Tapes. Крис Дален из Pitchfork написал, что их «заразительно попсовый почерк […] работает на поддержание разнообразного настроения», учитывая, что их «прямые песни» «полны нервной энергии», назвав его «одним из самых плотных, прыгучих, прямых рок-альбомов в мире».
В ретроспективе альбом оценивается очень положительно и часто считается «прорывом» группы. В газете The Guardian рецензент Дж. Мурес назвал его «самым славным сардоническим сборником едких, но запоминающихся мини-антитем своей эпохи» и посетовал на отсутствие популярности после выхода. Кэндис Эли из Treble назвала его «шедевром […] альбом настолько хардкорный и дерзкий, насколько это можно предположить из названия».

### Итоговые списки критиков
| Публикация       | Страна         | Список                              | Ранг |
| ---------------- | -------------- | ----------------------------------- | ---- |
| Pitchfork        | США            | Top 200 Albums of the 2000s         | 94   |
| Cokemachineglow  | Канада         | Top 100 Albums of the 2000s         | 15   |
| Beats Per Minute | США            | The Top 100 Albums of the 2000s     | 66   |
| The A.V. Club    | США            | The best music of the decade        | 48   |
| NME              | Великобритания | The 500 Greatest Albums Of All Time | 353  |
| NME              | Великобритания | Top 100 Albums of the 2000s         | 82   |
| eMusic           | США            | eMusic’s 100 albums of the decade   | 74   |

## Список композиций
Слова и музыка всех песен — Andy Falkous, Jonathan Chapple и Matthew Harding, exкроме указанных.
| №   | Название                               | Автор(ы)                                | Длительность |
| --- | -------------------------------------- | --------------------------------------- | ------------ |
| 1.  | «Lightsabre Cocksucking Blues»         |                                         | 1:51         |
| 2.  | «No New Wave No Fun»                   |                                         | 2:19         |
| 3.  | «Collagen Rock»                        |                                         | 2:52         |
| 4.  | «What We've Learned»                   |                                         | 1:54         |
| 5.  | «Day of the Deadringers»               |                                         | 3:01         |
| 6.  | «Dethink to Survive»                   |                                         | 1:58         |
| 7.  | «Fuck This Band»                       |                                         | 3:38         |
| 8.  | «To Hell with Good Intentions»         |                                         | 2:25         |
| 9.  | «Clique Application Form»              |                                         | 1:53         |
| 10. | «The World Loves Us and Is Our Bitch»  |                                         | 2:23         |
| 11. | «Alan Is a Cowboy Killer»              |                                         | 4:09         |
| 12. | «Gareth Brown Says»                    |                                         | 1:50         |
| 13. | «Chases»                               | Falkous Chapple Harding Simon Alexander | 1:47         |
| 14. | «Whoyouknow / Reviewing the Reviewers» |                                         | 3:53         |